# Stemma della Martinica
Lo stemma della Martinica era l'emblema identificativo della Martinica, dipartimento d'oltremare della Francia nei Caraibi. Dal 2018 non è più utilizzato più in nessuna forma.

## Stemma storico

Stemma storico

Lo stemma storico della Martinica è costituito da uno scudo francese moderno di colore blu diviso da una croce bianca in quattro parti, ognuna occupata dal disegno stilizzato di un serpente. Lo stemma e la bandiera non ufficiale della Martinica, prima delle adozioni del 2019 e del 2023, erano molto simili tra loro.

## Logo
Il logo è stato adottato nel 2016 per rappresentare il governo locale della Martinica.